# تاإيسوكي هيراموتو
تاإيسوكي هيراموتو (باليابانية: 平本 大介) (21 نوفمبر 1974 في طوكيو في اليابان – )؛ هو لاعب كرة قدم ياباني سابق كان يلعب كمهاجم.

## وصلات خارجية
- تاإيسوكي هيراموتو على موقع رابطة كرة القدم اليابانية للمحترفين (اليابانية)